# Grace Mputu Basiki
Grace Mputu Basiki, née le 5 mai 2001, est une joueuse congolaise (RDC) de basket-ball.

## Carrière
Grace Mputu Basiki participe au Championnat d'Afrique féminin de basket-ball des moins de 18 ans en 2018 (en), terminant à la septième place.
La joueuse du CNSS fait partie de la sélection nationale participant aux Jeux de la Francophonie de 2023 à Kinshasa, où les Congolaises terminent à la cinquième place.
Elle remporte la médaille de bronze du tournoi féminin de basket-ball à trois aux Jeux africains de 2023 à Accra avec Noémie Thérèse Ayenga, Gémima Mabwa Manzanza et Divine Pembe Iyomi.

## Palmarès
- Médaille de bronze en 3x3 aux Jeux africains de 2023